# Meyrignac-l’Église
Meyrignac-l’Église (Mairinhac l’Egleisa auf Okzitanisch) ist eine französische Gemeinde mit 63 Einwohnern (Stand 1. Januar 2022) im Département Corrèze in der Region Nouvelle-Aquitaine.

## Geografie
Die Gemeinde liegt im Zentralmassiv im südlichen Teil des Plateau de Millevaches und somit auch im Regionalen Naturpark Millevaches en Limousin.
Tulle, die Präfektur des Départements, befindet sich etwa 20 Kilometer südwestlich und Égletons etwa 15 Kilometer östlich. Die Abfahrt 21 der Autoroute A89 ist etwa 13 Kilometer in südwestlicher Richtung entfernt.
Nachbargemeinden von Meyrignac-l’Église sind Chaumeil im Norden, Sarran im Osten, Corrèze im Süden, Orliac-de-Bar im Südwesten sowie Saint-Augustin im Westen und Nordwesten.

## Einwohnerentwicklung
| Jahr      | 1962 | 1968 | 1975 | 1982 | 1990 | 1999 | 2007 | 2016 |
| Einwohner | 75   | 95   | 81   | 59   | 40   | 46   | 52   | 62   |

## Sehenswürdigkeiten
- Der Étang de Meyrignac, ein künstlich angelegter Teich von 17 Hektar Größe[2]
- Die Kirche Sainte-Anne, ein Sakralbau aus dem 15. und 19. Jahrhundert[3]